# باتريسيو سبادا
باتريسيو سبادا (بالإسبانية: Patricio Spada)‏ هو لاعب كرة قدم أرجنتيني في مركز الهجوم، ولد في 29 مايو 1993 في بوينس آيرس في الأرجنتين. لعب مع CSyD Tristán Suárez ‏.

## وصلات خارجية
- باتريسيو سبادا على موقع Soccerway.com (الإنجليزية)